# ベン・クエール
ベンジャミン・ユージーン・「ベン」クエール（英語: Benjamin Eugene "Ben" Quayle, 1976年11月5日 - ) は、アメリカ合衆国の政治家、弁護士、実業家。現在はアリゾナ州フェニックス在住。

## 経歴
1976年、インディアナ州フォートウェインに生まれる。父は元合衆国副大統領のダン・クエール、母は弁護士のマリリン・クエール。3人兄弟の次男で父ダンが下院選を戦っている際に生まれた。長じてデューク大学に進み、文学士号を取得。その後、ヴァンダービルト大学ロー・スクールに進んで法学を学び、卒業後は弁護士の職に就いた。

### 国政進出
現職議員の引退に伴い、クエールは2010年2月に下院選出馬を表明。クエールが出馬したアリゾナ3区は、11人が出馬する全米きっての激戦区だったが、マイク・ペンス下院議員らの支持を受け、8月に行われた予備選を制した。余勢を駆って同年11月の中間選挙でも勝利し、34歳で下院議員に当選した。また、ティファニー夫人と同年に結婚している。
議員としては2012年2月にナショナル・ジャーナルから「最も保守的」と評された10人の下院議員の1人となる。
2012年は区割り変更によりアリゾナ6区からの出馬を目指したが、共和党の予備選で他の現職新人議員に敗れ、再選は果たせなかった。

## 参照
1. ↑  Stern, Seth (2010年11月6日). “112th Congress: Ben Quayle, R-Ariz. (3rd District)”. Congressional Quarterly
2. ↑  AZ - Election Resultsアリゾナ州・予備選,2010年8月24日
3. ↑  Most Liberal, Most Conservative National Journal